# Patrick H. O'Malley, Jr.
Patrick H. O'Malley, Jr., creditado algumas vezes Patrick O'Malley, Jr. ou Pat O'Malley (3 de setembro de 1890 - 21 de maio de 1966) foi um ator de cinema estadunidense que iniciou sua carreira na era do cinema mudo, e após a era sonora passou a atuar como coaduvante e em pequenos papéis, alcançando a era da televisão e chegando a aparecer em 427 filmes entre 1908 e 1962.

## Biografia
Nascido Patrick Henry O'Malley, Jr. em Forest City, Pensilvânia, O'Malley trabalhou inicialmente em circo, até se interessar por cinema. Iniciou sua carreira cinematográfica na Kalem Company e Edison Studios. Seu primeiro filme foi o curta-metragem Love Will Find a Way, ao lado de Florence Turner, em 1908, pelo Edison Studios.
De 1918 a 1927, atuou em filmes como The Heart of Humanity (1919), My Wild Irish Rose (1922), The Virginian (1923), e na adaptação do bestseller Brothers Under the Skin (1922).
A carreira de O'Malley declinou com o advento do som e, a partir dessa época, passou a fazer apenas pequenos papéis, muitas vezes não creditados. Atuou na série musical Faye Emerson's Wonderful Town, na CBS e manteve-se em séries de TV como The Twilight Zone, entre outras, e em filmes clássicos como The Wild One (1953), A Star is Born (1954) e seu último filme, Days of Wine and Roses (no Brasil, Vício Maldito), em 1962.

## Vida pessoal e morte
Em 1915 O'Malley casou com a atriz Lillian Wilkes (que faleceu em 15 de dezembro de 1976) e ficaram casados até sua morte; o casal teve três filhos, Sheila, Eileen e Kathleen, que também se tornou atriz.
O'Malley morreu de Infarto agudo do miocárdio em 1966, aos 75 anos, e está sepultado no San Fernando Mission Cemetery.
Seu irmão Charles O'Malley também foi ator, atuando principalmente em Westerns.

## Filmografia parcial
- Love Will Find a Way (1908)
- The Picture of Dorian Gray (1916)
- The Love That Lives (1916)
- The Prussian Cur (1918)
- The Red Glove (1919)
- The Prospector's Vengeance (1920)
- A Game Chicken (1922)
- Brothers Under the Skin (1922)
- The Virginian (1923)
- Brass (1923)
- Cause for Divorce (1923)
- The Mine with the Iron Door (1924)
- The Beauty Prize (1924)
- Happiness (1924)
- The Fighting American (1924)
- The Teaser (1925)
- Proud Flesh (1925)
- Spangles (1926)
- Pleasure Before Business (1927)
- The Man I Love (1929)
- Alibi (1929, não creditado)
- The Fall Guy (1930)
- The Lightning Warrior (1931)
- The Shadow of the Eagle (1932)
- Those We Love (1932)
- Frisco Jenny (1932)

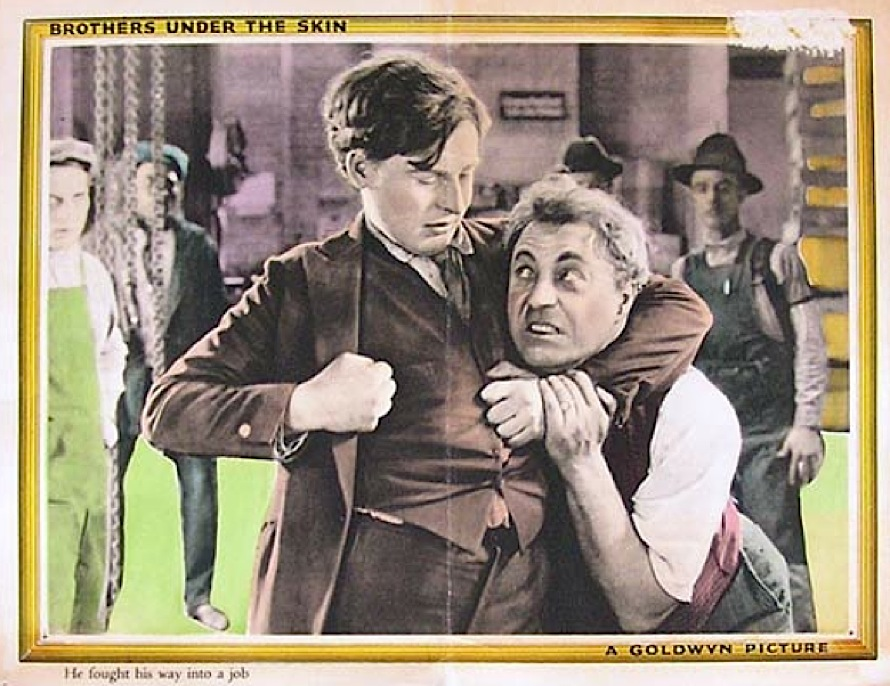
Cena do filme Brothers Under the Skin (1922)

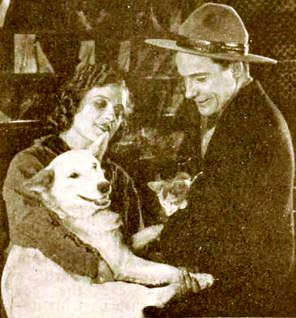

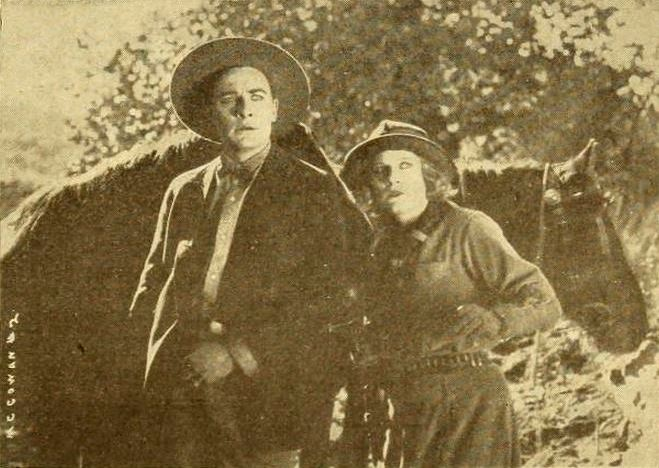
Cenas do seriado The Red Glove (1919) com Marie Walcamp e Patrick H. O'Malley, Jr.

- Mystery of the Wax Museum (1933, não creditado)
- Perils of Pauline (1933, cp. 5, 7)
- Pirate Treasure (1934)
- Broadway Bill (1934, não creditado)
- The Fighting Marines (1935)
- The Whole Town's Talking (1935, não creditado)
- The Miracle Rider (1935, cp. 1)
- The Case of the Velvet Claws (1936)
- Bringing Up Baby (1938)
- Angels with Dirty Faces (1938)
- Dodge City (1939)
- Five Came Back (1939)
- The Roaring Twenties (1939)
- Remember the Night (1940)
- The Bank Dick (1940)
- Law of the Range (1941)
- The Batman (1943, cap. 6 e 15)
- Missão em Moscou (1943)
- The Phantom (1943, cap. 1, 3, 4, 7)
- Alias Nick Beal (1949)
- The Big Steal (1949)
- All the King's Men (1949)
- The Quiet Man (1952)
- The Bad and the Beautiful (1952)
- The Wild One (1953)
- A Star is Born (1954)
- The Long Gray Line (1955)
- Invasion of the Body Snatchers (1956)
- Blackjack Ketchum, Desperado (1956)
- Days of Wine and Roses (1962)